# Benmärg
Benmärg (latin: medulla ossium) är den vävnad som bland annat finns inuti skelettets stora rörben.

## Benmärg i medicinskt sammanhang
I unga år innehåller benen röd benmärg men med stigande ålder ersätts denna i extremiteternas rörben av gul benmärg. Den gula benmärgen består mest av fettvävnad. I huvudet, bålen och de övre delarna av överarmsbenen och lårbenen består den röda benmärgen dock livet ut.
I benmärgen produceras blod bestående av de olika beståndsdelarna erytrocyter, leukocyter och trombocyter.

### Benmärgssjukdomar
Pancytopeni innebär att benmärgen "påverkas" av något, varvid det kan uppstå brist på röda och vita blodkroppar. Detta kan ses vid hematologiska maligniteter och vid exposition för vissa miljögifter, B12-brist och alkohol.

### Benmärgsundersökning
Benmärgsundersökning görs vid misstanke om en rad olika blodsjukdomar. Så kallad "crista" eller cristapunktion, är en punktion i bakre höftbenskammen varvid patienten ligger på sidan eller på mage. Sternalpunktion (STP), tas från övre delen av bröstbenet varvid patienten ligger på rygg.

### Transplantation av benmärg
En del människor med blodsjukdomar, till exempel vid leukemi och myelom, behöver förutom att genomgå cytostatikabehandling, även genomgå transplantation av benmärg (HSCT hematopoetisk stamcellstransplantation, eller bara SCT). Man byter enkelt sagt ut sjuk benmärg mot frisk från en givare. Utifrån sjukdomen och andra faktorer kan givaren vara patienten själv, så kallad autolog stamcellsåtergivning (ASCT eller auto-SCT). Alternativt en välmatchad givare (syskon eller annan givare), så kallad allogen stamcellstransplantation (allo-SCT).

## Benmärg som mat

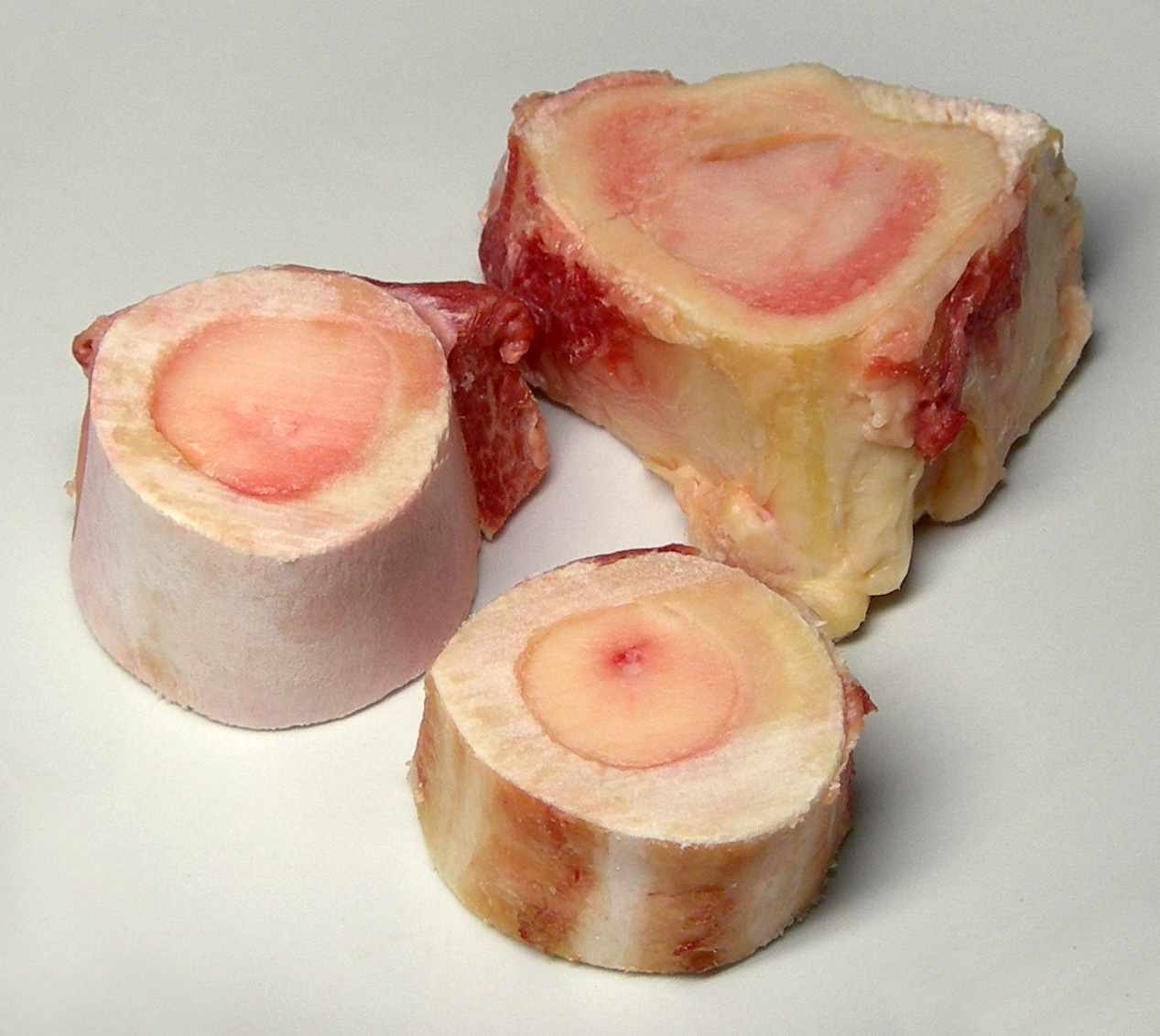
Benmärg hos nötkreatur, huvudsakligen fettvävnad

I maträtter som den italienska osso buco av nöt (vanligen kalvlägg som kommer från fram- och bakbenet på djuret), sitter märgen kvar i benet och ska ätas tillsammans med köttet.